# Petrus Cunaeus
Petrus Cunaeus (Vlissingen, ca. 1586 - Leiden, 2 december 1638), ook wel Pieter van der Cun of Peter van der Kun, was een Nederlandse hoogleraar.

## Biografie
Cunaeus werd in Vlissingen geboren en verhuisde drie maanden later met zijn vader mee naar Middelburg. In mei 1601 werd hij bij de Universiteit Leiden bij de litterarische faculteit ingeschreven. Al vroeg schreef hij theologische disputaties; in 1605 onder leiding van Jacobus Arminius en in 1606 onder Franciscus Gomarus. Onder Johannes Drusius legde hij zich toe op de Hebreeuwse taal, en op aandrang van Joseph Scaliger ook op het Chaldeeuws en Syrisch. In 1607 werd Cunaeus opnieuw ingeschreven bij de universiteit in Leiden, ditmaal bij Theologie.
In 1612 werd Cunaeus benoemd tot buitengewoon hoogleraar Latijn. In 1615 promoveerde hij in de rechten. Hij fungeerde in 1623-1624, 1632-1633, 1637-1638 als rector magnificus van de Universiteit Leiden.
Cunaeus trouwde in 1616 met Maria van Zeyst, dochter van Nicolaus van Zeyst en kleindochter van Johan van Banchem, president van de Hoge Raad. Hij kreeg 8 zoons en 5 dochters. Hij bewoonde het Huis Roucoop bij Voorschoten.